# Pitekunsaurus
Pitekunsaurus (лат.) — род динозавров-завропод из клады Lithostrotia, живших во времена верхнемеловой эпохи (83,5—70,6 млн лет назад) на территории современной в Аргентины. Единственный вид Pitekunsaurus macayai описан Л. Филиппи и А. Гарридо в 2008 году, родовое название которого происходит от pitekun, что означает «открытый», видовое дано в честь первооткрывателя — исследователя из нефтяной компании Луиса Макайи (исп. Luis Macaya), который нашёл окаменелость в апреле 2004 года.